# Spirale di Sacks
La spirale di Sacks è una rappresentazione grafica della disposizione dei numeri primi in una spirale, disegnata per la prima volta da Robert Sacks nel 1994, su esempio della ben più nota spirale di Ulam.

## Struttura
In particolare, Sacks disegnò la curva:
1. Ponendo il numero zero al centro del grafico;
2. Disponendo gli altri numeri interi positivi secondo la spirale di Archimede compiendo una rotazione completa per ogni numero che sia un quadrato perfetto.
3. Evidenziando i numeri primi.

La trama che appare, estremamente regolare e ripetitiva, è ancora misteriosa. Studi matematici dimostrano che è legata al polinomio {\displaystyle n^{2}+n+41}, scoperto da Leonardo Eulero nel 1774.